# Blackebergs gymnasium
Blackebergs gymnasium är en gymnasieskola belägen vid Wergelandsgatan 22 i Blackeberg i Bromma i Västerort, Stockholms kommun.

## Verksamhet
I skolan studerade år 2016 cirka 1160 elever, fördelade över samhällsvetenskapsprogrammet (med inriktning samhällskunskap), naturvetenskapsprogrammet (med inriktningarna naturvetenskap, naturvetenskap och samhällskunskap, naturvetenskap särskild variant arkitektur samt naturvetenskap särskild variant musik), ekonomiprogrammet (med inriktning ekonomi), samt specialutformade program för nyanlända (språkintroduktion, förekommer i naturvetenskapliga och samhällsvetenskapliga varianter).
Estetiska programmet, som tidigare funnits på skolan, ersattes höstterminen 2016 med naturvetenskapsprogrammet särskild variant musik och arkitektur. För att bli antagen till naturvetenskapsprogrammet särskild variant musik och arkitektur krävs utöver meritpoängen även minst betyget C i musik respektive bild. Grundskolans meritpoäng slås därefter ihop med poängen från ett färdighetsprov som genomförs för att testa den sökandes kunskaper inom respektive ämne.
Intagningsgränsen för 2016 års intagning låg mellan 290 och 315 poäng beroende på program, med naturvetenskapsprogrammet med naturvetenskaplig inriktning i topp.
Skolbyggnaden uppfördes 1952 enligt arkitekt Gunnar Forszéns ritningar. På husfasaden mot Wergelandsgatan sitter en stengodsrelief (kakelrelief), Stilisering av undervisningsämnena (Symbolik), utförd av konstnären Elis Eriksson 1954. Konstnären och skulptören Arne Jones skapade en skulptur, Spiralrum, 1955. Inför 2006/2007 genomgick skolan en omfattande renovering.
På skolan producerades tidigare två skoltidningar av eleverna; den gamla Aquila och den nyare Blackebergsblaskan. Ingen av dessa ges dock ut längre. På skolan finns även ett antal föreningar; däribland idrottsföreningen Skol-IF och Blackebergs Elevkår. Dessa ägnar sig bland annat åt att främja Blackebergsandan, ett begrepp som används på skolan om tolerans och gemenskap. På onsdagsraster då alla elever på skolan har rast samtidigt arrangerar Skol-IF aktiviteter så som kokosbollätartävling, höjdhopp, hela havet stormar och dragkamp. Varje år kring Lucia organiseras volleybollturneringen Curare, en tradition som startade redan 1955. Blackebergs Elevkår är en organisation på skolan som anordnar ettornas inspark, olika temaveckor som halloween-, och julveckan, treornas bal samt att de delar ut kladdkakor på dagar som kladdkakans dag.

## Bilder, exteriör

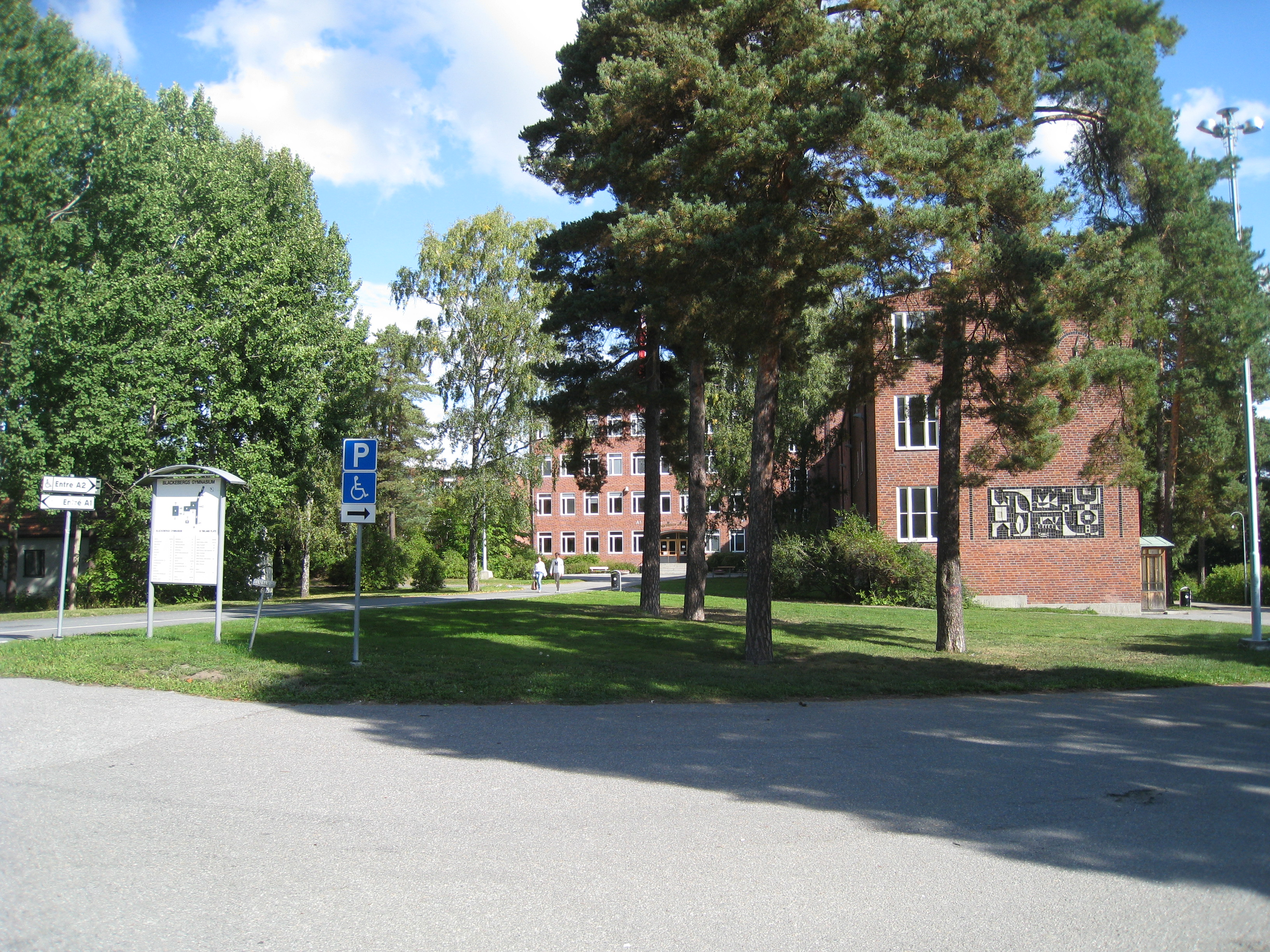
Vy av Blackebergs gymnasium från Wergelandsgatan.
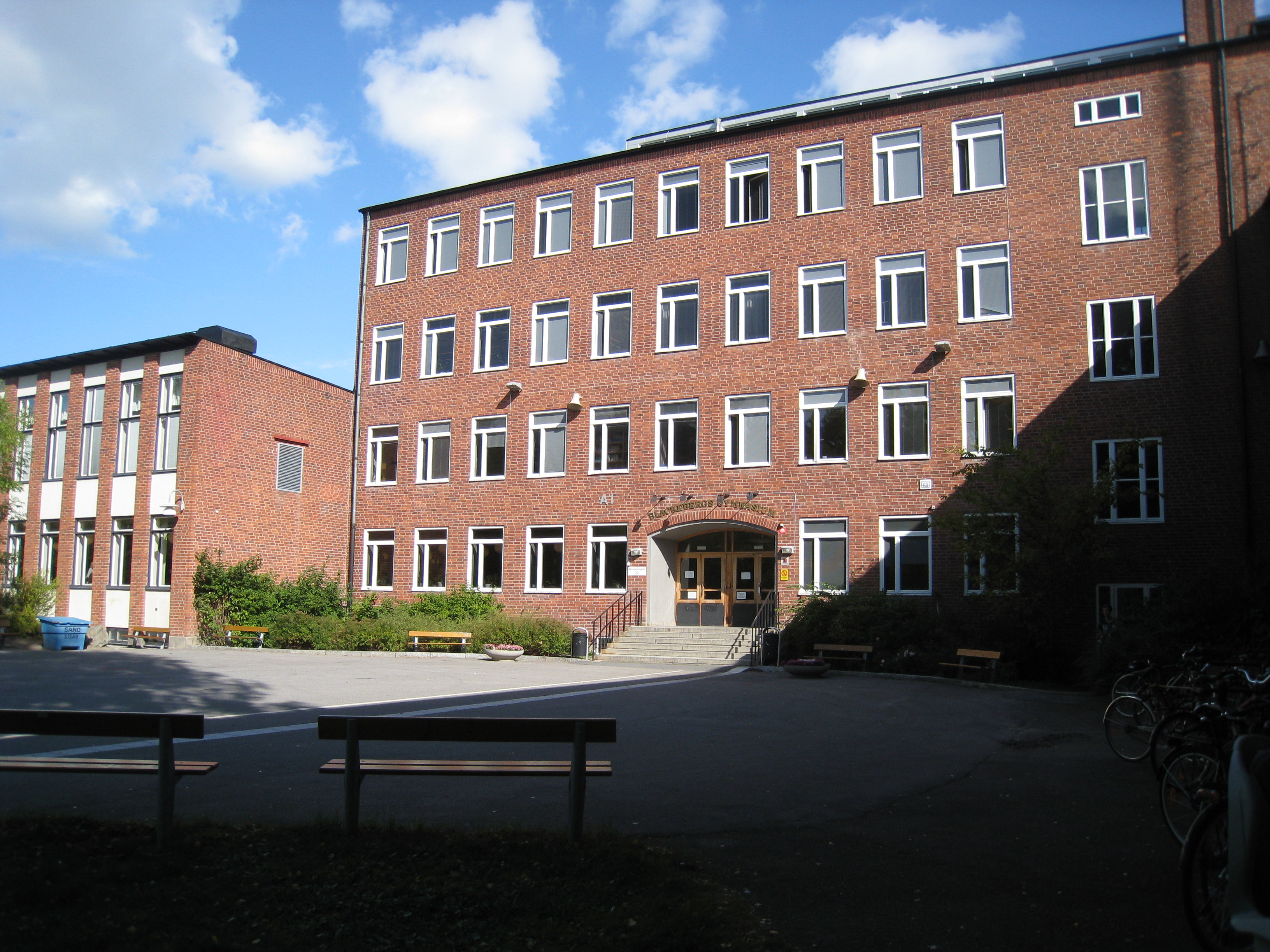
Huvudbyggnaden och matsals- och aulabyggnad till vänster.
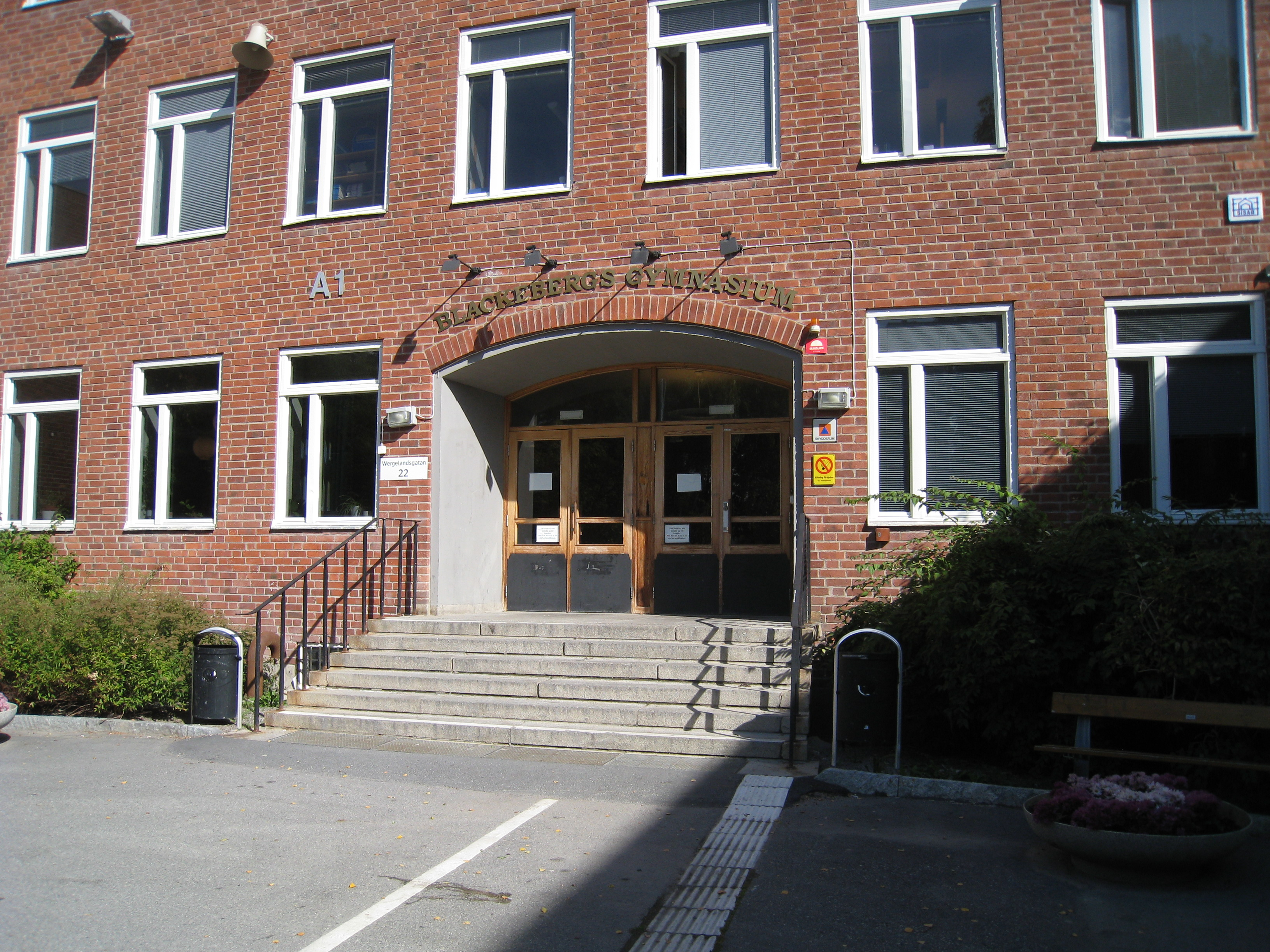
Huvudentrén med ingång A1.
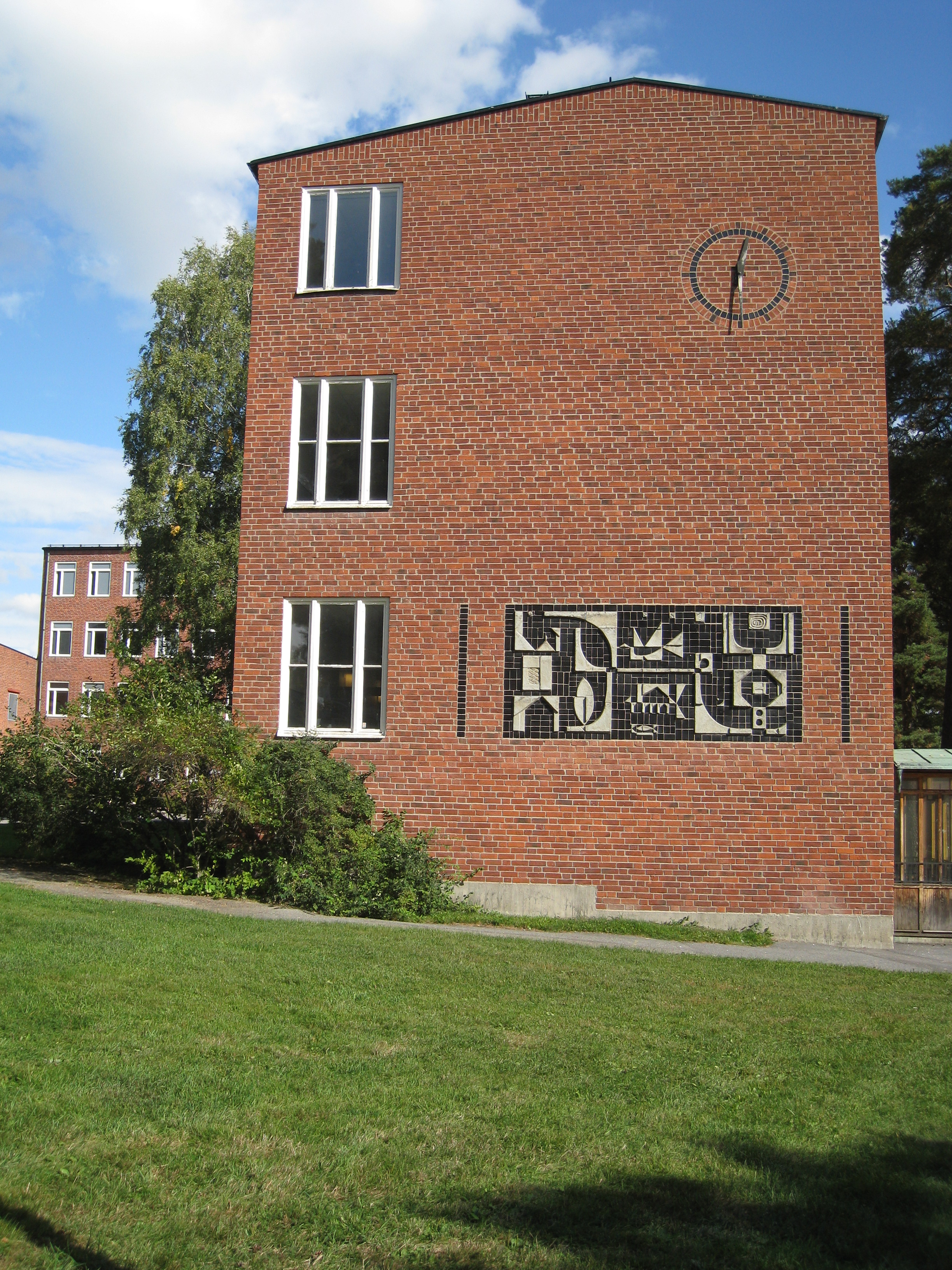
Klassrumslänga med stengodsrelief "Symbolik" (1954) på väggen av Elis Eriksson.
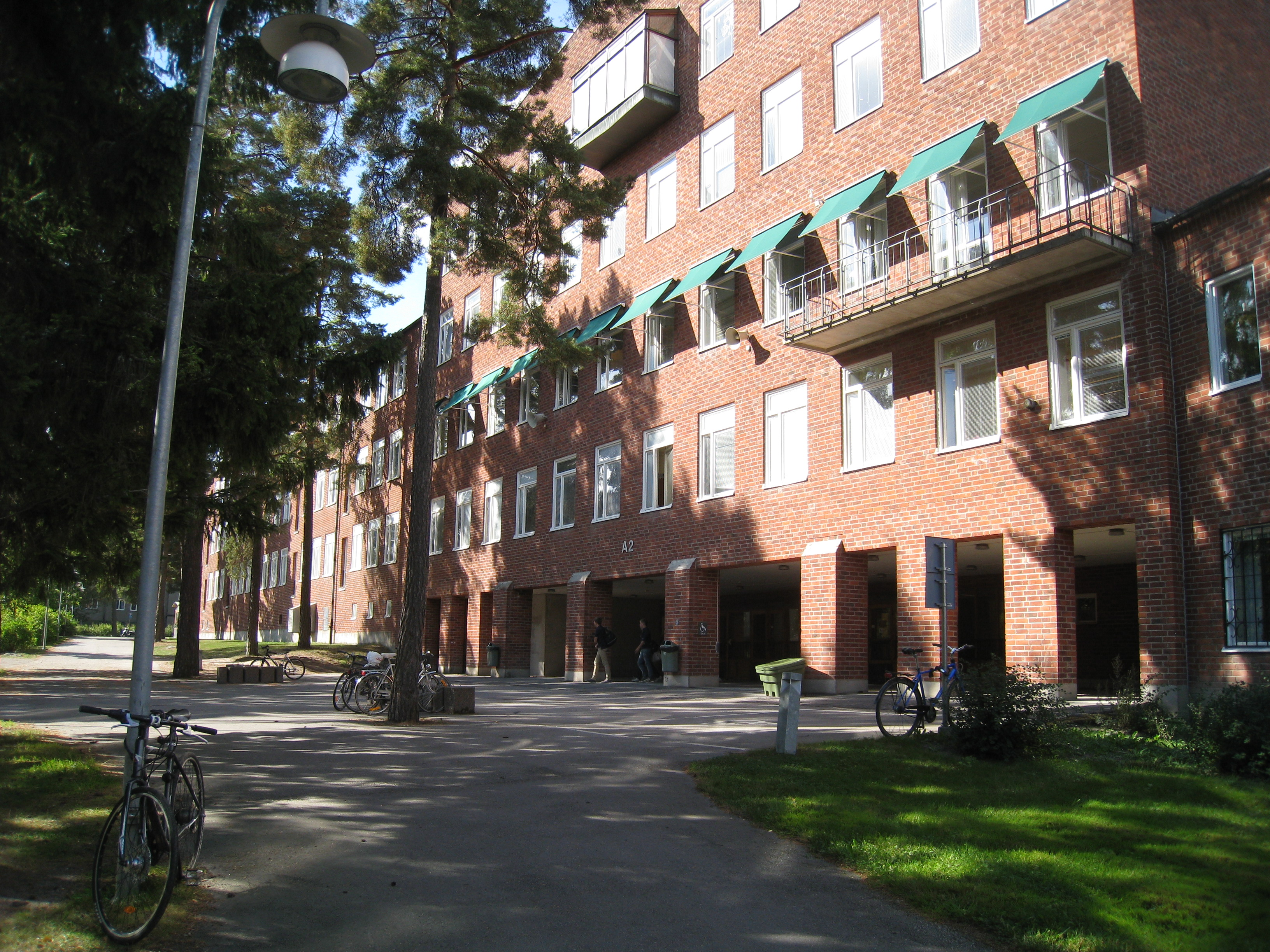
Klassrumslänga med ingång A2.

## Bilder, interiör

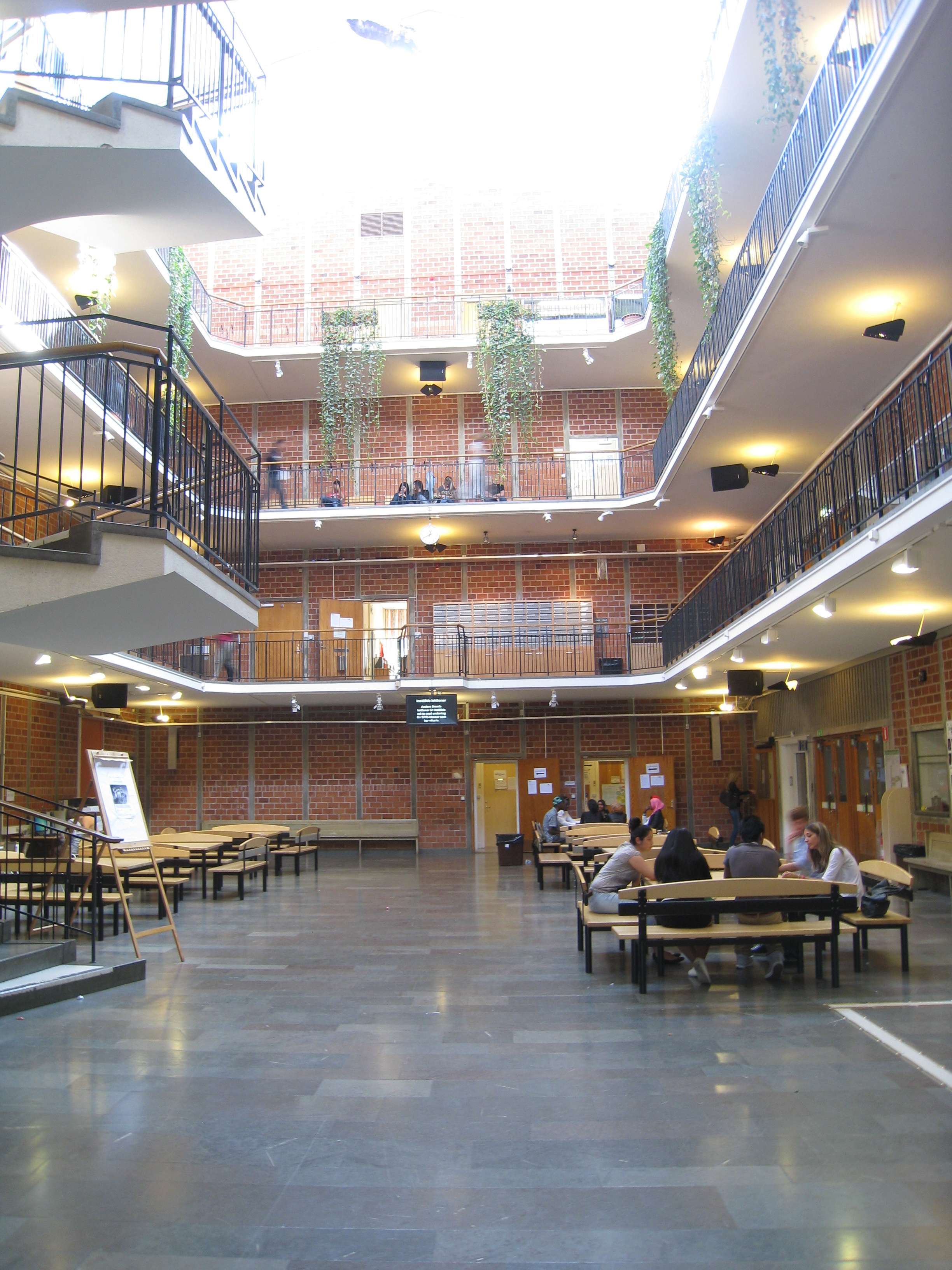
Interiör från den stora ljushallen.
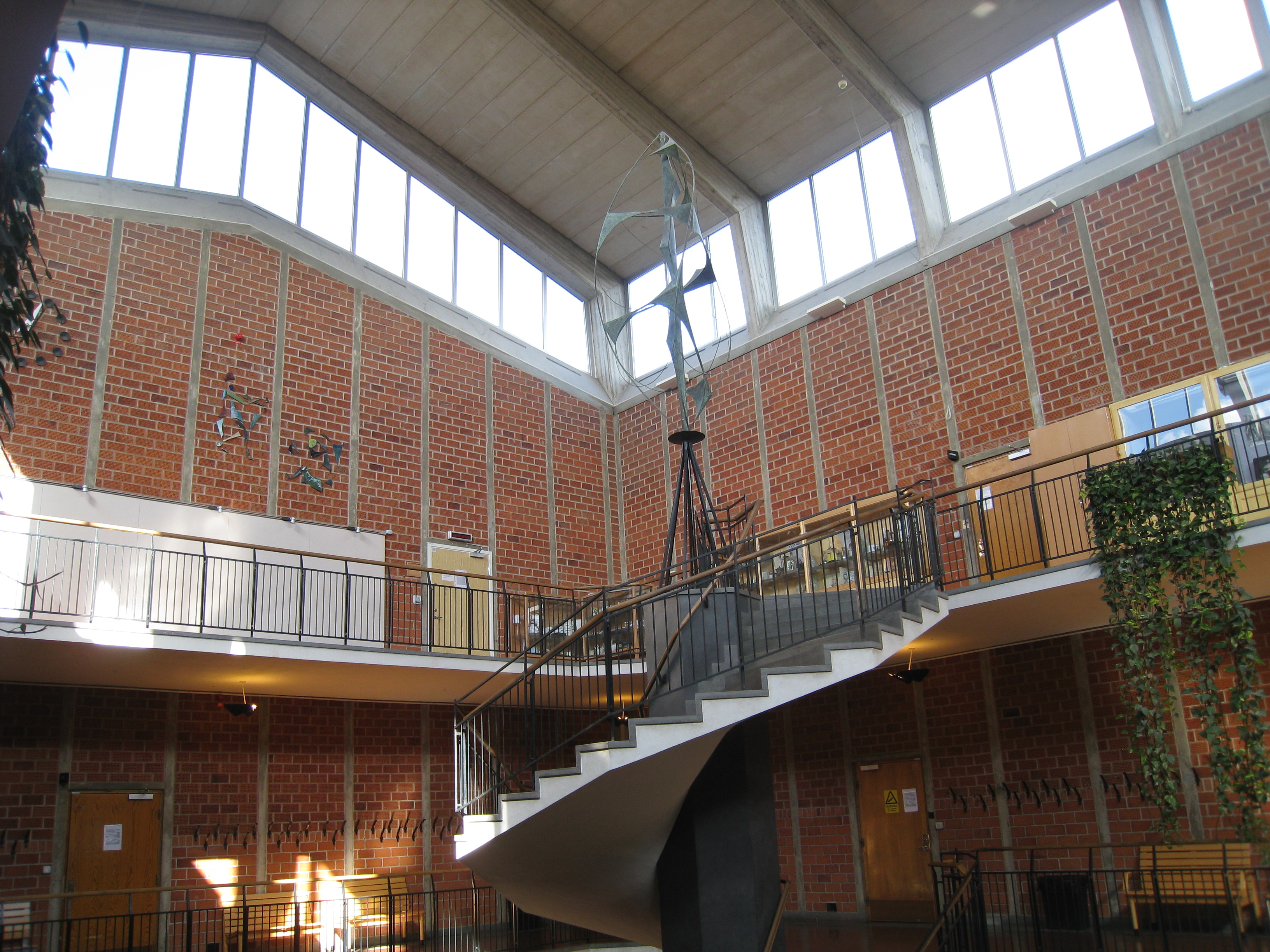
Ljushallen. Högst upp vid trappan skulpturen "Spiralrum" (1955) av Arne Jones.
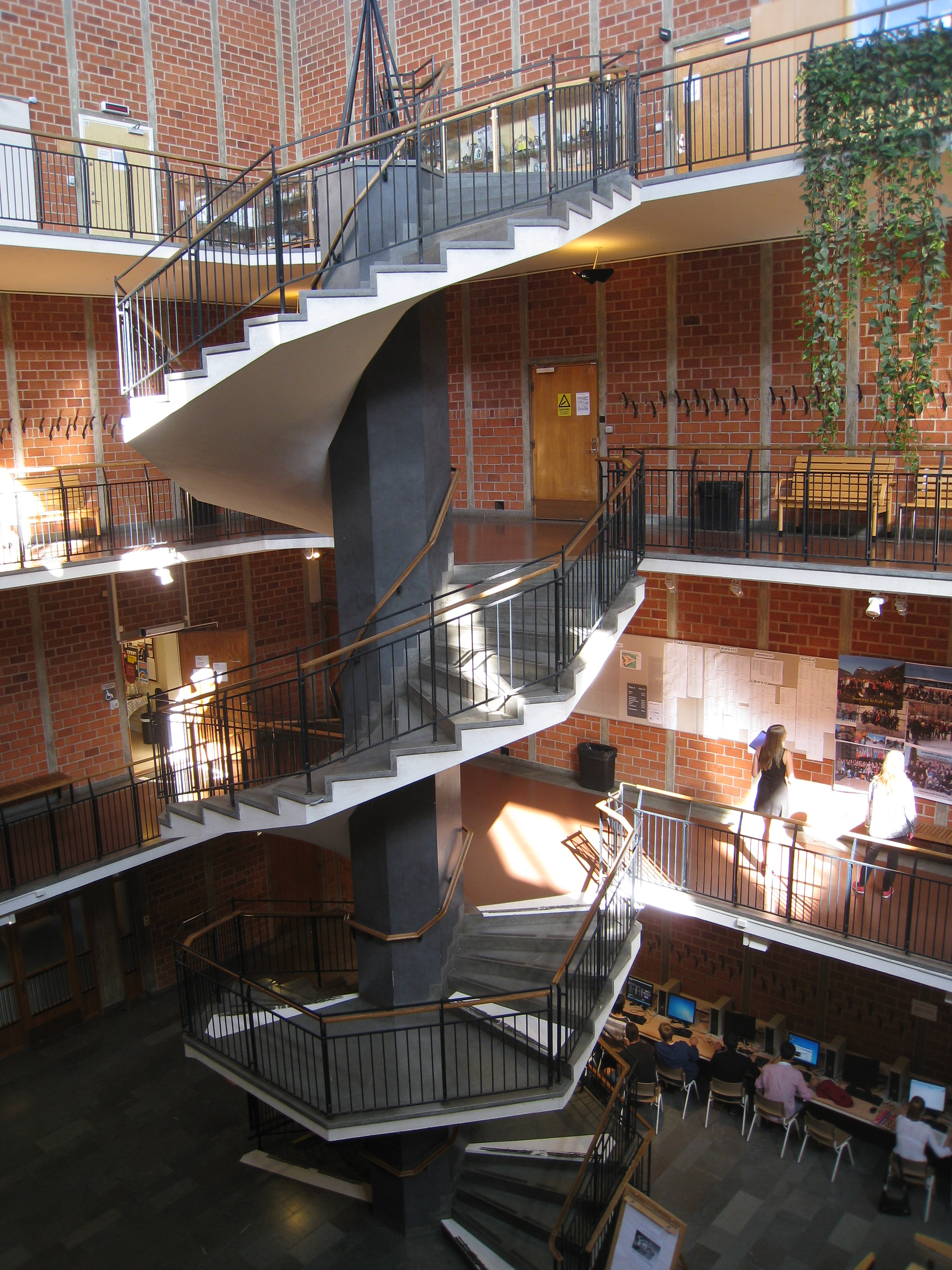
Spiraltrappan från plan 2 till plan 5.
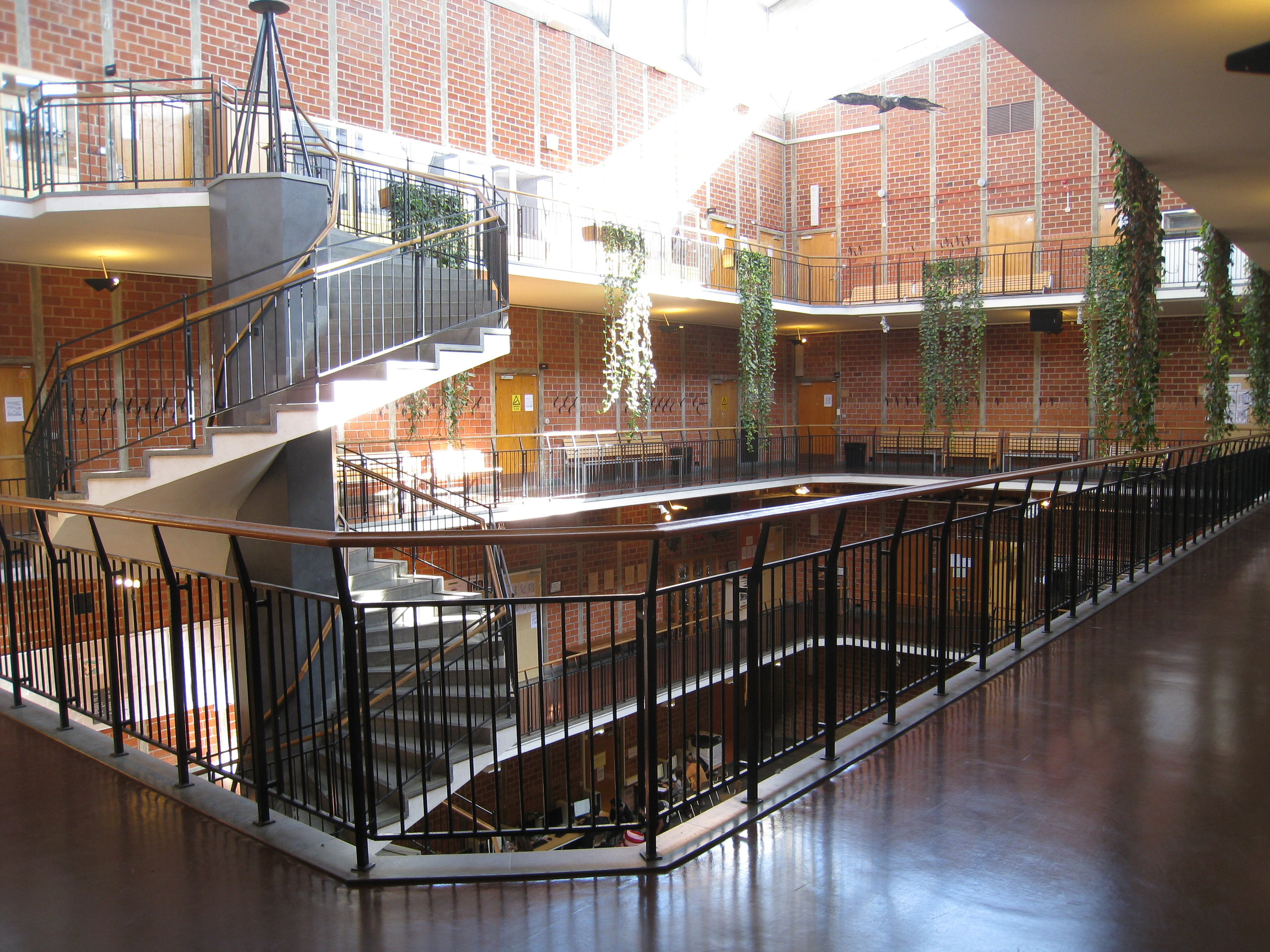
Ljushallen från plan 4 mot spiraltrappan.
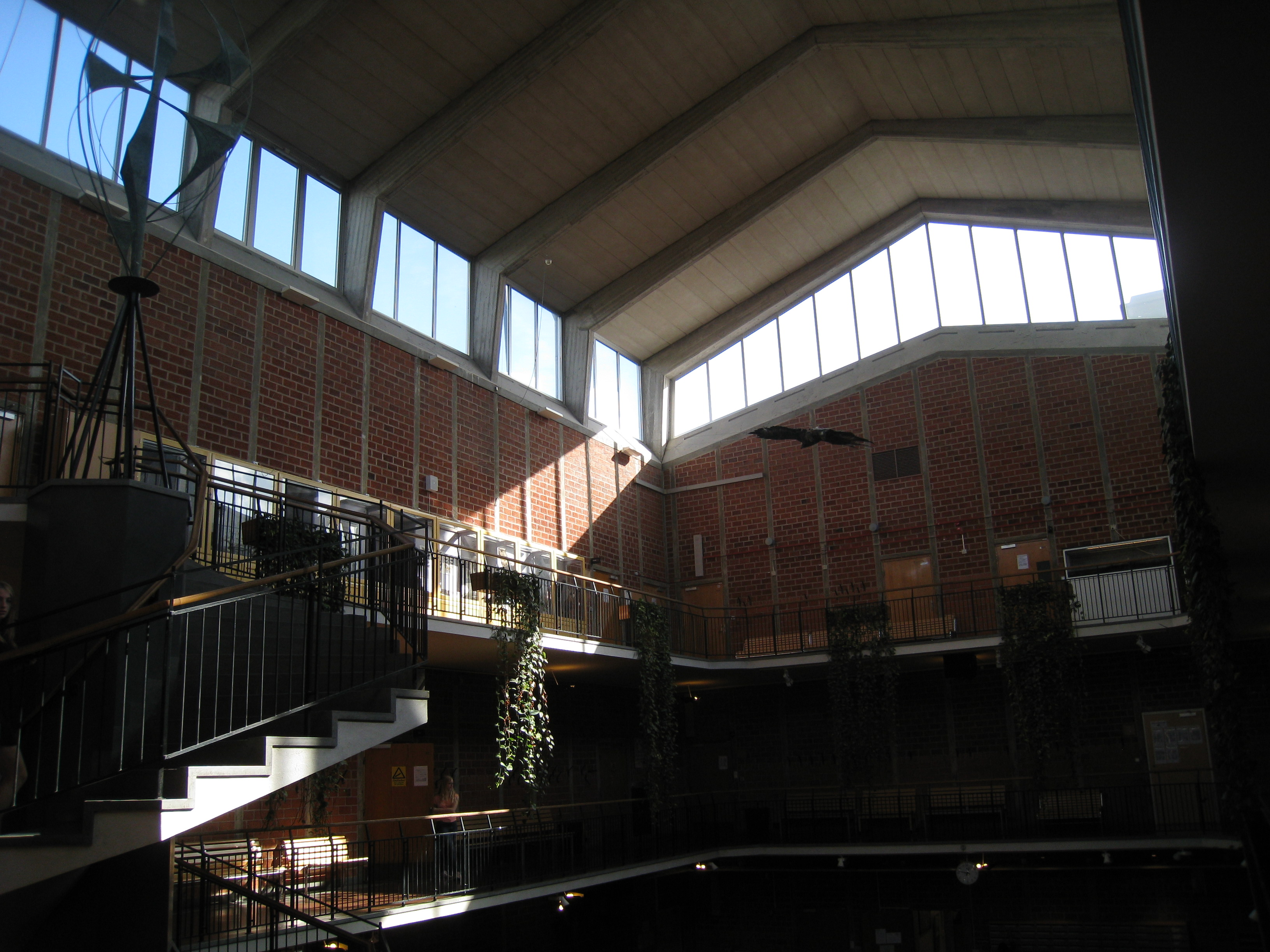
Ljushallen med takkonstruktionen och sina fönster runt om.

## Historik

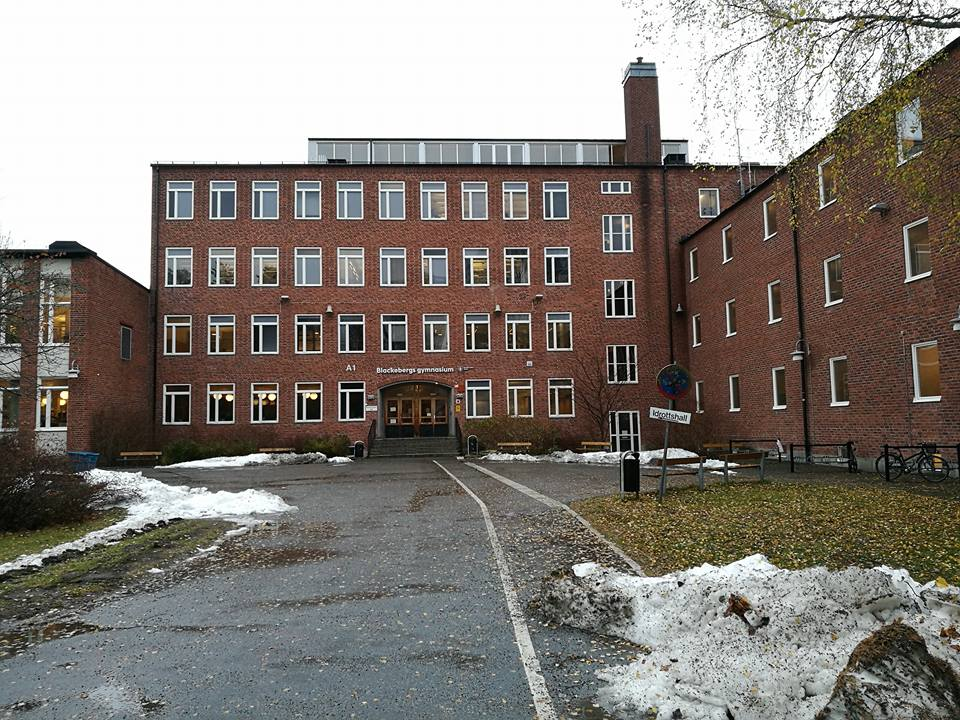
Skolbyggnaden för det nya läroverket uppfördes 1952 efter ritningar av arkitekten Gunnar Forszén.

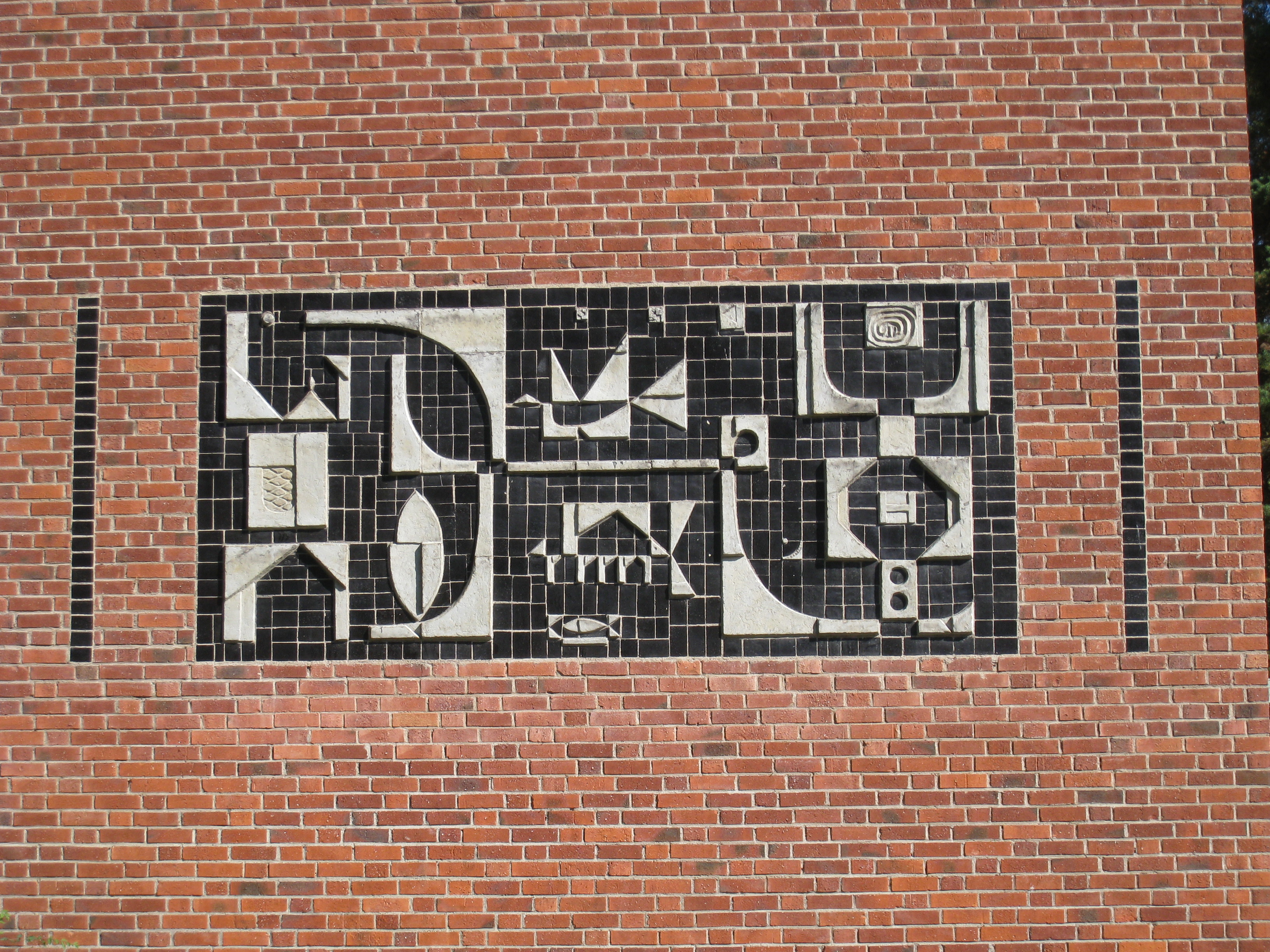
Väggmosaik av Elis Eriksson. Stengodsreliefen "Symbolik" (1954) är en stilisering av undervisningsämnena.

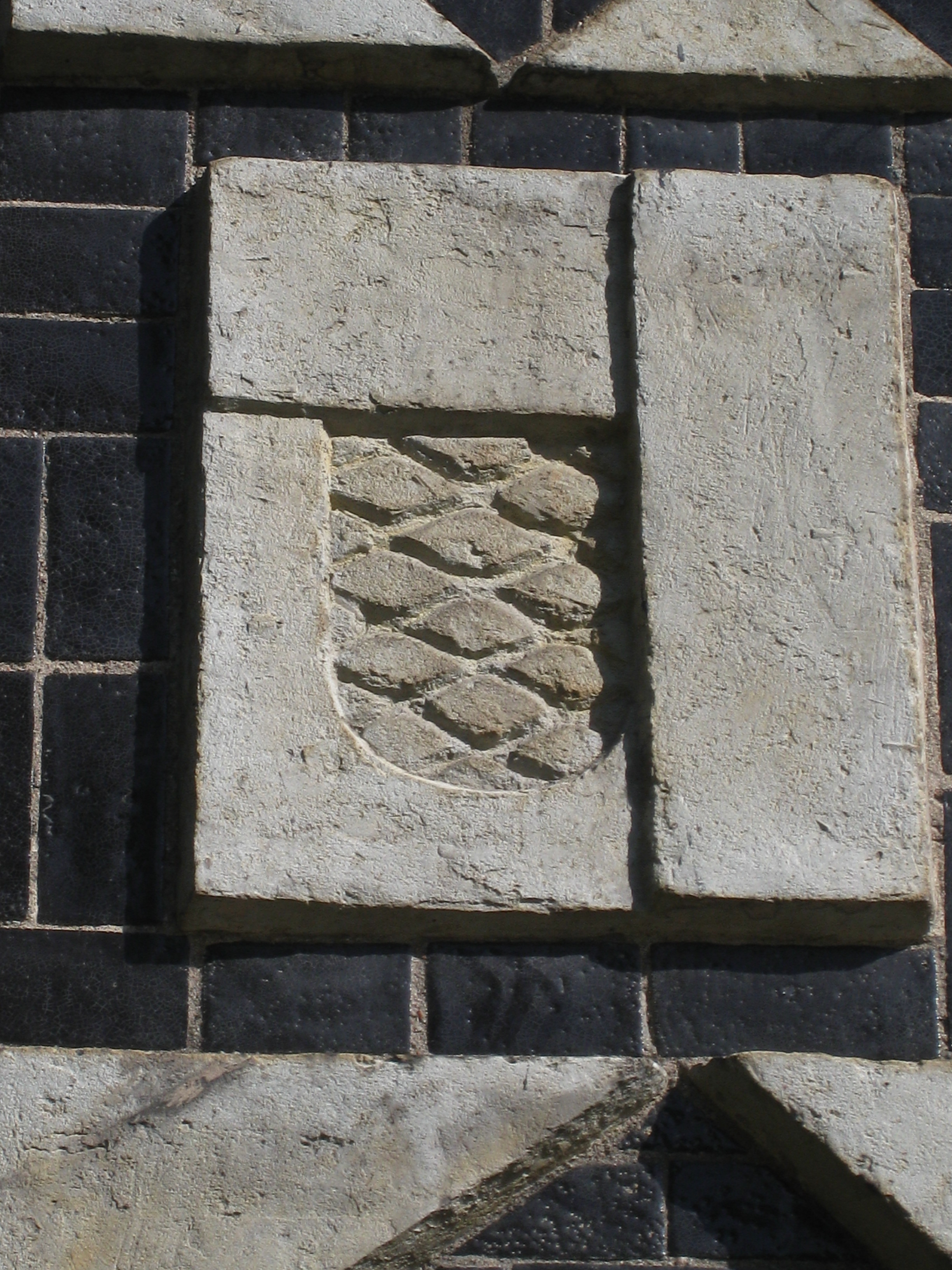
Symbolen för skolan föreställer en sköld med bergsilhuetter. Symbolen skapades av en förälder och en teckningslärare. Bilden visar detalj med skölden från stengodsreliefen "Symbolik" (1954) av Elis Eriksson.

Skolan grundades som Blackebergs samrealskola 1949 och blev Blackebergs högre allmänna läroverk 1962 efter att ha haft kommunalt gymnasium från 1953. Skolan kommunaliserades 1966 samtidigt som namnet ändrades till Blackebergs gymnasium. Studentexamen gavs från 1957 till 1968 och realexamen från 1954 till 1964. Nya Elementar blev en del av Blackebergs gymnasium 1991 då elevantalet i Nya Elementar inte längre ansågs vara tillräckligt stort för att skolan skulle kunna fortsätta som egen enhet. Blackebergs gymnasium fusionerades då med Nya Elementar. Nya Elementarskolan i Stockholm hade existerat 1939–1967 och Nya Elementars gymnasium hade existerat 1971–1999. Nya Elementar var evakueringsskola 1991–1998, bland annat för Kungsholmens gymnasium och för Södra Latin. Därefter stod lokalerna tomma, mycket var slitet och förstört. Byggnaden var mögelskadad och det såg länge ut som Nya Elementars historia hade nått sitt slut. Men man beslöt att slå ihop Blackebergs gymnasium och Nya Elementars gymnasium. Genom sammanslagningen lyckades man bevara de gamla traditionerna och värderingarna från Nya Elementar, samtidigt som Blackebergs gymnasium fick tillräckligt elevantal för att kunna fortleva. Idag präglas Blackebergs gymnasium av en gedigen utbildningstradition. De fina gamla traditionerna förs vidare ut till 2000-talets pedagogik och teknik.

### 1950- och 1960-talen
Efter beslut i juli 1949 inrättades Blackebergs samrealskola. Beslutet togs dels i Stockholms stadsfullmäktige att ställa lokaler till förfogande, dels i Kungl. Maj:t den 29 juni 1949. Under de första åren blev skolan  blev en 5-årig samrealskola som fick inhysas i folkskolor i området. Skolan kom även att kallas "Läroverket i Blackeberg" eller "Blackebergs läroverk" redan från det första året, även om skolan officiellt hette "Samrealskolan i Blackeberg". Den första 5-åriga klassen avlade sin realexamen vid skolan vårterminen 1954. En förälder till en elev vid skolan, ingenjör Åke Ekelund samt teckningslärare Björn Berndtson utformade en symbol för skolan, den föreställer en sköld med bergsilhuetter.
Uppförandet av en läroverksbyggnad började hösten 1951 och arbetet blev klart 1953. Från och med höstterminen 1953 kunde undervisningen bedrivas i helt egna lokaler i den nyuppförda byggnaden. Under vårterminen 1955 tillkom nya byggnader med lärosalar, skrivsal, matsal och kök med mera. Efter att riksdagen avslagit ett förslag om att inrätta ett statligt gymnasium vid Blackeberg beslutade Stockholms stadsfullmäktige att istället inrätta ett kommunalt 4-årigt gymnasium från och med höstterminen 1953. Studentexamen vid skolan avlades för första gången vårterminen 1957.
Under de första åren, från 1949 till 1958, hade Blackeberg en egen lokal läroverksstyrelse, men från och med den 1 juli 1958 underställdes skolan Stockholms skoldirektion. Den 1 juli 1959 förstatligades gymnasiet med början i ring 1 och skolan fick nu namnet "Högre allmänna läroverket och kommunala gymnasiet i Blackeberg". Realskolan hade avvecklat sin 5-åriga utbildning och vid 1960-talets början förekom 3- och 4-åriga klasser för realskolan. Den sista realexamen avlades vårterminen 1964.
Ett högstadium av en ny skolform, "Enhetsskolan", förlades höstterminen 1961 till Blackeberg. Redan nästa läsår, 1962/63, infördes grundskolan. Grundskolans högstadium upphörde på Blackeberg efter läsåret 1971/72. När realskolan avvecklats och de sista kommunala gymnasie-ringarna upphört benämndes skolan från och med höstterminen 1962 "Högre allmänna läroverket i Blackeberg". Parallellt med de 4-åriga linjerna på gymnasiet infördes läsåret 1963/64 även 3-åriga linjer på gymnasiet. Den sista studentexamen avlades vårterminen 1968. Därefter kom skolan att heta "Blackebergs gymnasium". Från och med läsåret 1966/67 infördes den nya 3-åriga gymnasieskolan och de första centrala proven förekom vårterminen 1968. 2-åriga linjer infördes 1970/71 och dessa upphörde vårterminen 1983. Därefter förekom enbart 3-åriga linjer.

### 1970-, 1980- och 1990-talen
Fram till vårterminen 1968 hade man i gymnasiet tre linjer, allmän linje, latinlinje och reallinje med olika varianter. Allmän linje delades upp i språklig och social gren, latinlinjen delades upp i helklassisk och halvklassisk gren och reallinjen delades upp i matematisk och biologisk gren. Från och med 1966 förekom från början humanistisk, samhällsvetenskaplig, naturvetar- och teknisk linje med en del varianter, men under 1970-talets slut och framåt dominerade naturvetenskapliga och tekniska linjer helt. Vissa läsår förekom enbart dessa linjer bland de 3-åriga. Av 2-åriga linjer fanns sociallinje under 13 år.
Under åren har elevantalet varierat. Elevantalet var lägst på 1980-talet, då förslag om nedläggning om ett antal gymnasier utgjorde ett hot mot skolan. Skolan vilade så att säga i en "malpåse" med få linjer, klasser och elever och med tillförordnade rektorer. Under denna period utnyttjades dock skolans lokaler av Stockholms läns landsting som hade några vårdutbildningar förlagda till Blackeberg under läsåren 1977/78 - 1983/84. Vårdutbildningen omfattade cirka 300 elever. Nedläggningsförslaget genomfördes emellertid inte och Blackebergs gymnasium blev kvar och hade 1991 genom sammanslagning med Nya Elementars gymnasium fått ett större antal klasser och elever igen.

### Sammanslagningen av Blackebergs gymnasium och Nya Elementars gymnasium
År 1991 sammanslogs de båda gymnasierna Blackebergs gymnasium och Nya Elementars gymnasium till det gemensamma gymnasiet Blackebergs gymnasium. Idag är det tidigare Nya Elementars gymnasium, som nu enbart heter Nya Elementar, en kommunal grundskola i Åkeshov i västra Stockholm. Nya Elementarskolan grundades 1828 som statens provskola i stadsdelen Klara i Stockholm. Fram till 1947 stannade skolan i dessa lokaler. Riksdagen beslöt då att Ängby samrealskola – den nya skolan i Åkeshov – skulle få gymnasium, samt att arkiv, bibliotek och undervisningsmateriel från Nya Elementarskolan i Stockholm skulle överföras till Nya Elementarskolan i Ängby, som namnet nu på samrealskolan i Ängby skulle bli. 1950 slogs skolan ihop med den som funnits i Klara under namnet "Nya Elementarskolan i Stockholm". 1953 revs den gamla Nya Elementarskolan på Slöjdgatan i samband med byggandet av det nya city.
När man 1990 stod mellan valet och kvalet att lägga ned antingen Blackebergs gymnasium eller Nya Elementars gymnasium, beslöt man istället att slå ihop skolorna. I och med fusionen lyckades man bevara de gamla traditionerna och värderingarna från Nya Elementar, samtidigt som Blackebergs gymnasium fick tillräckligt elevantal för att kunna fortleva. Blackebergs gymnasium präglas idag av en gedigen utbildningstradition. De fina gamla traditionerna förs vidare ut till 2000-talets pedagogik och teknik.

## Föreningar
I skolan bedrivs också ett aktivt föreningsliv av eleverna. Blackebergs Elevkår är den största sett till antalet medlemmar och är fristående från skolan. Elevkåren är de som ordnar alla olika event och aktiviteter för eleverna på skolan. Detta inkluderar den årliga insparken, balen, olika temaveckor men också aktiviteter på enskilda högtider som alla hjärtans dag eller kladdkakans dag. Skolans idrottsförening Skol-IF ansvarar för den klassiska onsdagsrasten, ett tillfälle varje onsdag då elever klassvis tävlar mot varandra i diverse grenar som exempelvis "human bowling", norsk-fylla och kuddkrig. Klassen med flest vinster efter skolårets gång vinner en viss summa pengar till klasskassan. Ytterligare en stor förening är Black Eagles som tillsammans med Skol-IF samordnar fotbolls- och hockeymatcher med diverse skolor inom Stockholms Stad. Black Eagles anordnar också tifo till samtliga matcher och ser till att bibehålla en mäktig stämning på läktarna under hela matchen. Skolan har även andra aktiva föreningar som bland annat Blackebergs Astronomiförening (förkortat BLAST), schackföreningen BLG Schack, och brädspelsföreningen Borgen.. Blackebergs Astronomiförening härstammar från tidigare föreningen och sällskapet Tycho Brahes vänner, som grundades av Max Tegmark, världsberömd forskare och professor vid Massachusetts Institute of Technology, på 1980-talet. Fortfarande finns astronomiföreningen kvar på skolan, numera i sin moderna form knuten till ungdomsförbundet Astronomisk Ungdom. Bland astronomiföreningens aktiviteter har Tegmark själv bjudits in till skolan för att föreläsa under våren 2019. BLG Schack, som är skolans schackförening, är knuten till Sveriges Schackförbund och anordnar skolans årliga schackturnering "Blackancup", som delvis livesänds inför publik via streamingtjänsten Twitch.

## Framstående alumner
- Max Tegmark, fysiker och professor vid MIT.
- Anna Ekström, utbildningsminister och f.d. generaldirektör för Skolverket.
- Viktor Barth-Kron, journalist och författare.
- Lars O. Grönstedt, företagsledare och f.d. VD för Handelsbanken.
- K.G. Scherman, civilekonom och f.d. generaldirektör för Riksförsäkringsverket.
- Sven-Erik Sjöstrand, professor emeritus vid Handelshögskolan.
- Jonas Orring, f.d. generaldirektör och chef för Skolöverstyrelsen.
- Bo Könberg, f.d. landstingsfullmäktige och ordförande i Konstitutionsutskottet.
- Tom Alandh, journalist och dokumentärfilmare.
- John Ajvide Lindqvist, författare.
- Mats Hulth, f.d. finansborgarråd i Stockholm.
- Gunnar Ågren, läkare och f.d. generaldirektör för Statens folkhälsoinstitut.
- Bodil Malmsten, författare och dramatiker.
- Sofia Arkelsten, f.d. riksdagsledamot och ordförande för riksdagens utrikesutskott.
- Philip Haglund, fotbollsspelare och civilekonom.
- Edward af Sillén, regissör och manusförfattare.
- Gun-Britt Sundström, författare och litteraturkritiker.
- Leif Zetterling, målare och satirtecknare.
- Janne Schaffer, gitarrist och kompositör.
- Göran Wassberg, scenograf och kostymör.
- Lisa Blommé, friidrottare.
- Carl-Ivar Nilsson, skådespelare.
- Peter Handberg, författare och översättare.
- Kristoffer Nordfeldt, fotbollsspelare.
- Thomas Strindberg, TV-producent